# 任店镇 (叶县)
任店镇，是中华人民共和国河南省平顶山市叶县下辖的一个乡镇级行政单位。

## 行政区划
任店镇下辖以下地区：
任店一村、任店二村、任店三村、任店四村、寺庄东村、寺庄西村、双河营村、后营村、前营村、尚武营村、秋河村、刘岭村、新营村、郭营村、高营村、宋营村、灰河营村、柳疙瘩营村、燕庄村、平李庄村、屈庄村、瓦店村、汪营村、中其营村、朱李庄村、史营村、月庄村、岳庵村、古路湾村、毛庄村、胡庄村、辉岭营东村、辉岭营西村、刘口村、大营村和克庄村。